# Rhacodactylus leachianus
Rhacodactylus leachianus é a maior espécie viva de lagartixas da infraordem Gekkota e pertence à família Diplodactylidae. É nativo da maior parte da Nova Caledônia.

## Taxonomia
O nome específico, leachianus, homenageia o zoólogo inglês William Elford Leach. Historicamente, foram reconhecidas três subespécies de Rhacodactylus leachianus (incluindo a subespécie nominotípica): R. l. aubrianus, R. l. henkeli (descrita pela primeira vez por Robert Seipp e Fritz Jürgen Obst em 1994) e R. l. leachianus. No entanto, com base em dados moleculares recentes, nenhuma população de R. leachianus possui status de subespécie atualmente. Em vez disso, morfotipos baseados em localidades são usados para diferenciar populações de R. leachianus.

## Descrição

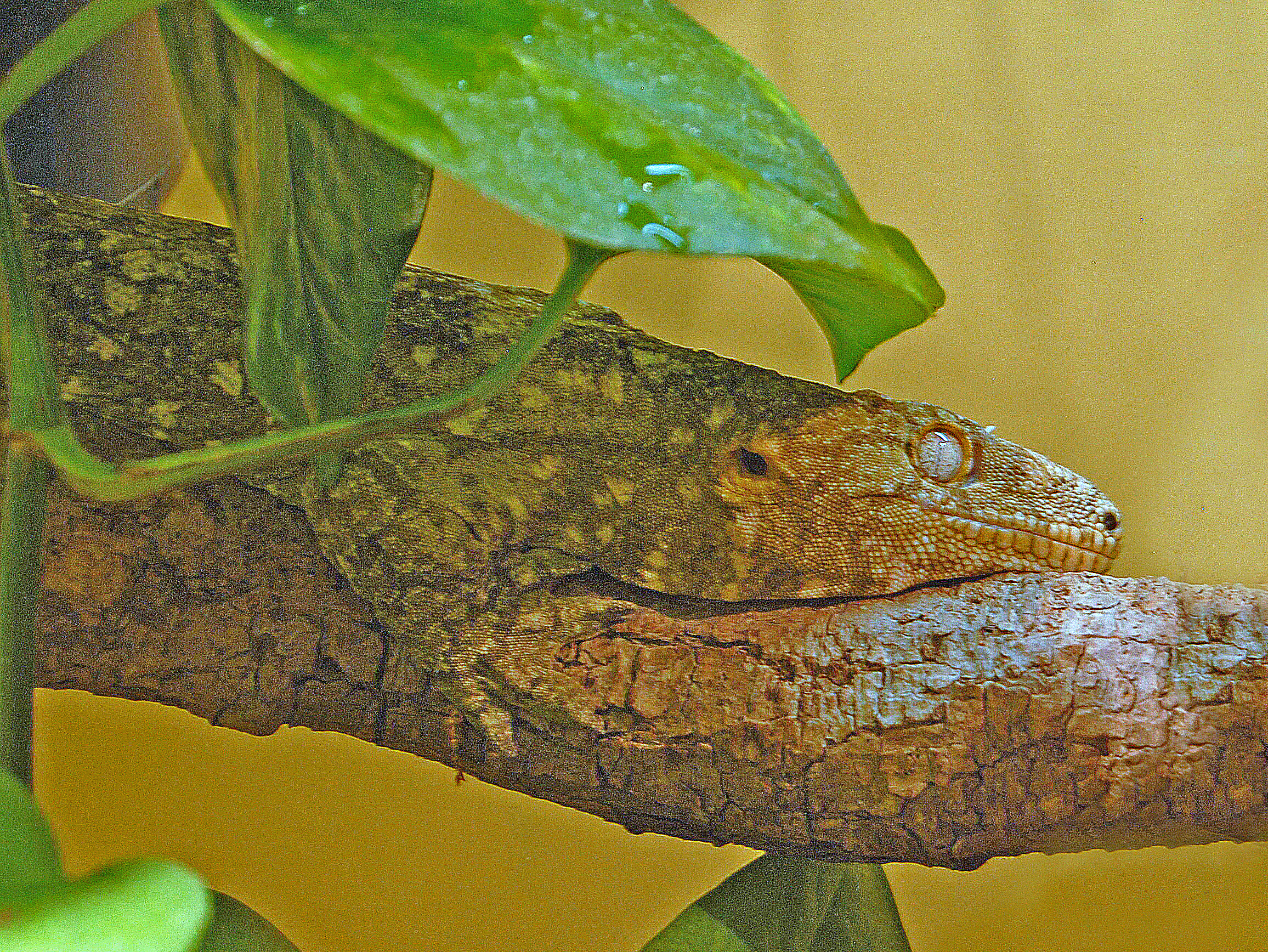
Visão aproximada do Rhacodactylus leachianus

Rhacodactylus leachianus é o maior geco existente no mundo e é considerado um exemplo de gigantismo insular. Indivíduos das localidades de Grande Terre podem atingir 36–43 cm de comprimento, com peso entre 250 e 500 gramas. Já os de localidades insulares crescem entre 23 e 30 cm, pesando de 150 a 300 gramas. Possui corpo robusto, pele solta e cauda curta e atarracada. Sua coloração é variável, incluindo tons de verde, cinza e marrom com manchas, às vezes com destaques em branco, laranja ou rosa. Foi superado em tamanho apenas pelo agora extinto Gigarcanum delcourti, conhecido por um único espécime 50% maior e provavelmente várias vezes mais pesado que os maiores R. leachianus, também originário da Nova Caledônia.

## Distribuição e habitat
Rhacodactylus leachianus é encontrado em todas as porções sul e leste da ilha principal da Nova Caledônia, além de várias ilhas menores do arquipélago. Diferenças topográficas e ecológicas em cada localidade podem ter contribuído para as variações fenotípicas e morfológicas observadas em R. leachianus. Acredita-se que a localidade insular de Duu Ana não possua mais uma população extante de R. leachianus.

## Biologia

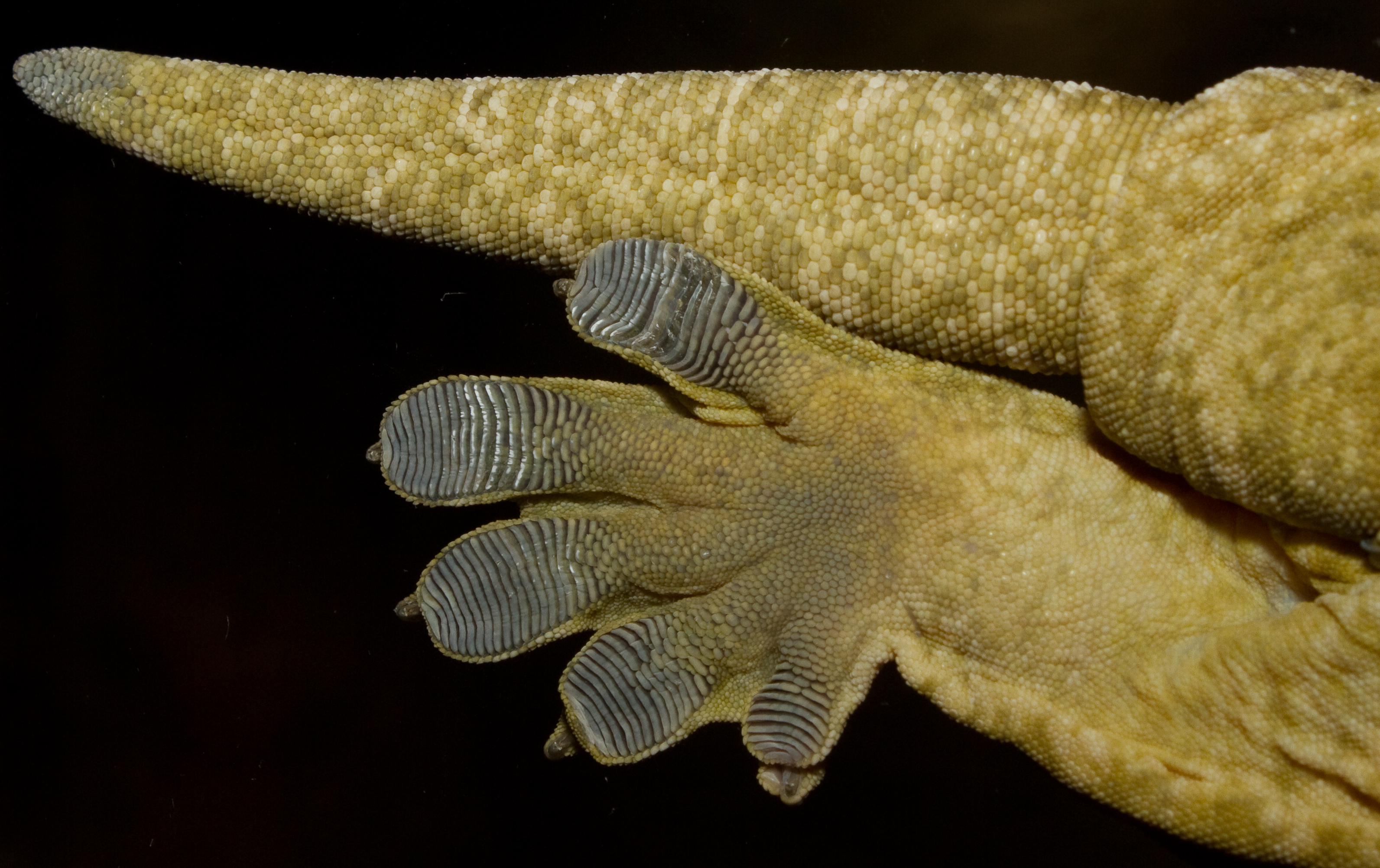
Vista ventral da almofada da pata de um R. leachianus, exibindo lamelas

Rhacodactylus leachianus é uma espécie arbórea, principalmente noturna, que permanece escondida em cavidades de árvores durante o dia. Sua dieta inclui insetos, aranhas, pequenos vertebrados, frutas, néctar e seiva. O componente mais comum da dieta é o fruto de Cassine curtipendula, uma pequena fruta com uma grande semente frequentemente encontrada em fezes. Especula-se que os focinhos alongados dos R. leachianus de localidades continentais indiquem uma dieta com maior proporção de vertebrados e insetos em comparação com os de localidades insulares. Casos de canibalismo foram registrados, mas podem estar relacionados à defesa territorial. Esses gecos conseguem escalar superfícies verticais de vidro devido às almofadas adesivas em seus pés, chamadas lamelas, compostas por minúsculos pelos que aumentam a força de fricção. Além disso, possuem garras grandes que auxiliam na escalada. R. leachianus pode soltar a cauda, um processo de autoamputação chamado autotomia. Diferentemente de Correlophus ciliatus, R. leachianus é capaz de regenerar a cauda por meio de um processo conhecido como epimorfose [en]. Machos e fêmeas exibem características morfológicas distintas, um fenômeno chamado dimorfismo sexual. Machos apresentam um bulbo hemipenal na base da cauda, ausente nas fêmeas. A determinação do sexo em R. leachianus depende da temperatura: em cativeiro, ovos incubados a 29 °C geralmente resultam em filhotes machos, enquanto ovos incubados a 22 °C produzem fêmeas.

### Comportamento de acasalamento e reprodução
Na comunidade de entusiastas, há uma crença de que Rhacodactylus leachianus pode formar pares monogâmicos na natureza, mantendo um vínculo de par que pode durar uma temporada de reprodução ou vários anos. Em cativeiro, alguns criadores mantêm pares bem-sucedidos juntos até que demonstrem incompatibilidade (brigas, lesões ou isolamento por parte de um conspecífico), momento em que os animais são separados permanentemente ou reintroduzidos posteriormente (ou apresentados a outros indivíduos) para tentar estabelecer um novo vínculo. Não está claro se esse vínculo de par é um fenômeno real em R. leachianus. Relatos de expedições de estudiosos como Philippe de Vosjoli, Frank Fast e Bill Love descrevem múltiplos casos de pares monogâmicos, com caavidades de árvores frequentemente habitadas por um único par de R. leachianus por semanas. O comportamento de acasalamento envolve mordidas e sacudidas que podem se tornar violentas, muitas vezes acompanhadas de travamento das mandíbulas. Acredita-se que esses comportamentos testem a compatibilidade e a capacidade física do parceiro. Contudo, não se sabe se a agressividade observada em cativeiro ocorre nas populações selvagens. As limitações de um ambiente cativo saudável podem impedir a resolução natural de conflitos entre conspecíficos (por exemplo, a distância necessária para separação pode exceder o espaço disponível). Na natureza, um par macho-fêmea geralmente ocupa uma cavidade de árvore desocupada, que defendem com comportamentos territoriais, como vocalizações. Esse comportamento é semelhante ao de aves que nidificam em cavidades. A identificação do parceiro é feita por marcação olfativa. Fêmeas adultas de R. leachianus geralmente põem dois ovos por vez (característica universal dos gecos), com até 10 ninhadas por ano. Fêmeas mais velhas em cativeiro podem não produzir ninhadas em uma temporada, mesmo com um macho compatível, mas podem continuar a pôr ovos ao longo de toda a vida adulta. Incompatibilidade em pares previamente compatíveis pode ocorrer, indicada por comportamento territorial agressivo e lesões. Há relatos de partenogênese em fêmeas não pareadas em cativeiro, com alguns filhotes partenogênicos atingindo a maturidade sem defeitos aparentes.

### Vocalização
Rhacodactylus leachianus possui a maior variedade de vocalizações entre os membros da família Gekkonidae. Pode emitir um ronco alto, o que levou os moradores locais a chamá-lo de "o demônio nas árvores". Especula-se que esse ronco seja um chamado de alerta, emitido na presença de predadores ou rivais. O cacarejo é outra vocalização comum, associada ao chamado de acasalamento, frequentemente ouvido à noite. Um assobio leve indica desconforto ou estresse leve. Um chilro semelhante ao de aves, observado em indivíduos de localidades continentais maiores, é acompanhado por uma postura elevada, boca aberta em exibição de ameaça e, muitas vezes, um movimento de investida.

### Coloração e camuflagem
Muitos lagartos podem alterar a tonalidade ou intensidade da cor da pele (os camaleões são o exemplo extremo), e os gecos da Nova Caledônia não são exceção. Esse fenômeno é facilitado por células contendo pigmentos chamadas cromatóforos. Trata-se de uma forma de camuflagem que ajuda o geco a se misturar ao ambiente. Fatores como o sistema endócrino ou condições ambientais, como variações de luz solar e temperatura, podem contribuir para essa mudança de cor.

## Folclore
Alguns dos indígenas Canacas da Nova Caledônia temem o Rhacodactylus leachianus devido a uma antiga superstição que diz que ele pode se agarrar ao corpo de uma pessoa e extrair sua alma.

## Estado de conservação
As populações de Rhacodactylus leachianus provavelmente foram reduzidas por destruição e degradação de habitat, um processo que ainda representa uma ameaça. A espécie também enfrenta predação por espécies introduzidas, como gatos e roedores, além de ser alvo de caça furtiva. Pode ser eletrocutada ao se deslocar por linhas de energia. A espécie é protegida e vive em várias reservas naturais.

## Em cativeiro
O Rhacodactylus leachianus é ocasionalmente mantido como animal de estimação. Indivíduos no comércio de animais de estimação são criados em cativeiro, já que as populações selvagens são protegidas. A espécie pode viver mais de 20 anos em cativeiro, com alguns indivíduos atingindo até 50 anos. A seleção artificial para o comércio de animais de estimação mantém linhagens puras de R. leachianus de localidades específicas, além de promover cruzamentos entre localidades para criar fenótipos desejáveis, como coloração marcante, tamanho e estrutura.